# 후트 깁슨

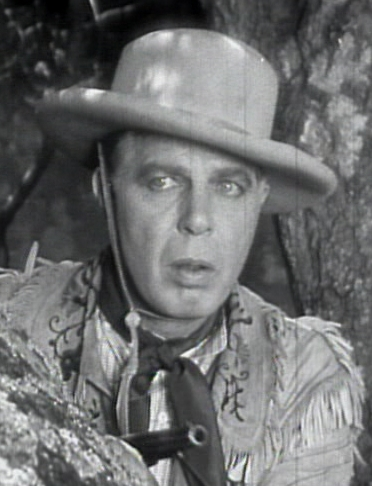

후트 깁슨(Hoot Gibson, 1892년 8월 6일 ~ 1962년 8월 23일)은 미국의 배우, 영화 프로듀서, 영화배우, 스턴트 배우이다.
우들랜드힐스에서 사망하였다. 사인은 암이다.

## 영화
- 오션스 일레븐 (1960년)
- 존 웨인의 기병대 (1959년) - 브라운 원사 역
- 샤이엔의 친구 (1917년)
- 스트레이트 슈팅 (1917년)
- 영혼의 목자 (1917년)